# Devereaux Jennings (Kameramann)
Joseph Devereaux Jennings (* 22. September 1884 in Salt Lake City, Utah; † 12. März 1952 in Hollywood, Kalifornien) war ein US-amerikanischer Kameramann und Spezialeffektkünstler, der 1939 mit einem Ehrenoscar ausgezeichnet wurde und 1948 für einen Oscar in der Kategorie „Beste Spezialeffekte“ für den Western Die Unbesiegten nominiert war, sowie 1951 in derselben Kategorie für den Monumentalfilm Samson und Delilah. 

## Leben
Der in Salt Lake City in Utah geborene Jennings studierte an der dortigen Universität. Seine Filmkarriere startete er 1910 zusammen mit Thomas Harper Ince bei der New Yorker Motion Picture Corporation. Später arbeitete er für Fox, wo er hinter der Kamera stand für Fame and Fortune (1918), The Daredevil (1920) und andere frühe Filme von und mit Tom Mix.
Mitte der 1920er-Jahre drehte Jennings mehrere Komödien mit Buster Keaton, darunter Der General und Steamboat Bill, jr. (1927) sowie Der Student (College) (1927). Die beginnende Tonfilm-Ära erlebte er bei Warner Bros., wo er schon früh in Zweifarben-Technicolor drehte, so beispielsweise den Musicalfilm Bride of the Regiment und die musikalische Komödie Golden Dawn (beide 1930). Für William A. Wellmans oscarnominiertes Kriminaldrama Der öffentliche Feind mit James Cagney und Jean Harlow stand Jennings ebenfalls hinter der Kamera. Ab Beginn der 1930er-Jahre begann er sich zunehmend mit der Trick-Effekt-Technik zu beschäftigen und sich nach und nach darauf zu spezialisieren. Er wechselte schließlich zu Paramount Pictures, wo sein jüngerer Bruder Gordon Jennings die Abteilung für Spezialeffekte leitete. Auf der Oscarverleihung 1939 wurden die Brüder zusammen mit neun weiteren Technikern von Paramount „für herausragende Leistungen im Bereich besonderer fotografischer und Soundeffekte in der Paramount Pictures-Produktion Piraten in Alaska“ mit einem Ehrenoscar ausgezeichnet. 
Im Jahr 1948 wurde Jennings, wiederum zusammen mit seinem Bruder und vier weiteren Tricktechnikern, für den historischen Abenteuerfilm Die Unbesiegten von Cecil B. DeMille mit Gary Cooper und Paulette Goddard für einen Oscar in der Kategorie Beste Spezialeffekte nominiert, musste jedoch A. Arnold Gillespie, Warren Newcombe, Douglas Shearer und Michael Steinore und dem Filmdrama Taifun den Vortritt lassen. 
Für Cecil B. DeMilles Monumentalfilm Samson und Delilah mit Hedy Lamarr und Victor Mature erhielten Jennings und sein Bruder Gordon zusammen mit Paul K. Lerpae 1951 erneut eine Oscarnominierung. Die Trophäe ging jedoch an George Pal und seinen Science-Fiction-Film Endstation Mond. Der Zirkusfilm Die größte Schau der Welt von 1952, bei dem wiederum Cecil B. DeMille Regie führte, und James Stewart, Charlton Heston und Betty Hutton in den Hauptrollen besetzt sind, war Jennings letzte Filmarbeit. 
Jennings war einer der Gründer der American Society of Cinematographers (A.S.C.) und war in der Filmindustrie bis zu seinem Tod aktiv. Die A.S.C. verließ er irgendwann vor 1922. Er erlag am 12. März 1952, zwei Monate nach der Filmpremiere seines letzten Films, einem Krebsleiden.

## Filmografie (Auswahl)
an der Kamera
- 1915: The Edge of the Abyss (Kameramann als J. D. Jennings)
- 1915: Matrimony (Kurzfilm; als J. D. Jennings)
- 1915: The Winged Idol (als J.D. Jennings)
- 1916: Lieutenant Danny, U.S.A. (als J.D. Jennings)
- 1917: The Scarlet Pimpernel (als J.D. Jennings)
- 1918: Fame and Fortune (als J.D. Jennings)
- 1919: The Forbidden Room
- 1920: The Daredevil (als Dev Jennings)
- 1921: The Mistress of Shenstone
- 1922: The Glory of Clementina (als Dev Jennings)
- 1923: The Gunfighter (als Dev Jennings)
- 1924: Those Who Dare
- 1925: Der Adler (The Eagle)
- 1925: Cobra
- 1926: Der Killer von Alabama (Battling Butler; als J.D. Jennings, photography)
- 1926: Der General (The General; als Dev Jennings, photographed by)
- 1927: Der Musterschüler (College; als Dev Jennings, photographed by)
- 1928: Steamboat Bill, jr. (Steamboat Bill, Jr.; als Dev Jennings, photographed by)
- 1929: Cilly (Sally; als Dev Jennings, photography)
- 1930: Bride of the Regiment (als Dev Jennings)
- 1930: Golden Dawn (als Dev Jennings, photography)
- 1930: Oh, Sailor Behave! (als Dev Jennings)
- 1931: Der öffentliche Feind (The Public Enemy; als Dev Jennings, photography)
- 1931: War Mamas (Kurzfilm; als Dev Jennings)
- 1932: The Famous Ferguson Case (als Dev Jennings)
- 1934: Rhythm on the Roof (Kurzfilm)
- 1935: Musical Cocktail (Kurzfilm)
- 1936: Rhythm on the Range (fotografische Spezialeffekte)
- 1936: Hark Ye Hark! (Kurzfilm)
- 1937: Die Spielhölle von Wyoming (Born to the West; als Dev Jennings, photographed by)

fotografische Spezialeffekte
- 1938: Her Jungle Love (Fotograf als Dev. Jennings)
- 1938: Piraten in Alaska (Spawn of the North)
- 1945: Der Weg nach Utopia (Road to Utopia)
- 1946: In Ketten um Kap Horn (Two Years Before the Mast)
- 1946: Mutterherz (To Each His Own)
- 1946: Der Mann aus Virginia (The Virginian)
- 1946: Mit Pinsel und Degen (Monsieur Beaucaire)
- 1946: Der schwarze Spiegel (The Dark Mirror)
- 1947: Kalkutta (Calcutta)
- 1947: California
- 1947: Die Unbesiegten (Unconquered; als Devereux Jennings)
- 1948: Sein Engel mit den zwei Pistolen (The Paleface; Leiter der Fotografie)
- 1949: Samson und Delilah
- 1952: Die größte Schau der Welt (The Greatest Show on Earth; als Devereux Jennings)

## Auszeichnungen
- 1939: Gewinner des Ehrenoscars in Form einer Plakette für Piraten in Alaska
 zusammen mit Gordon Jennings, Jan Domela, Irmin Roberts, Art Smith, Farciot Edouart, Loyal Griggs, Loren L. Ryder, Harry D. Mills, Louis Mesenkop, Walter Oberst „für herausragende Leistungen im Bereich besonderer fotografischer und Soundeffekte in der Paramount Pictures-Produktion Piraten in Alaska“
- 1948: Oscarnominierung für Die Unbesiegten
zusammen mit Farciot Edouart, Gordon Jennings, W. Wallace Kelley, Paul K. Lerpae, George Dutton
- 1951: Oscarnominierung für Samson und Delilah
zusammen mit Gordon Jennings und Paul K. Lerpae